# Asanowaka Takehiko
Asanowaka Takehiko (jap. 朝乃若 武彦; * 11. Dezember 1969 in Ichinomiya, Präfektur Aichi als Adachi Takehiko (足立 武彦)) ist ein ehemaliger japanischer Sumōringer.
Asanowaka war schon von Kindesbeinen an Sumōringer und blieb später in der Schulzeit und als Rikishi (Sumōringer) der Kinki-Universität Osaka dem Sport treu, auch wenn er keine besonderen Titel einheimsen konnte. 1992 wechselte er aus dem Hochschulsport als Makushita Tsukedashi (ein besonderer Rang für Quereinsteiger aus dem Universitätssumō) ins Profilager. 1993 stieg er in die Jūryō-Division ein und änderte seinen Kampfnamen von Wakaadachi zu Asanowaka. Bereits ein Jahr später wurde er nach gewonnenem Novemberturnier zum Maegashira befördert, also in den Rang, in dem er den weitaus größten Teil der verbleibenden elf Jahre seiner Karriere verbringen sollte. Zum Sanyaku wurde er indes nie, die höchste Einstufung seiner Laufbahn war der 1. Maegashira (Westen) im Mai 2000. Den Abstieg in die Juryo musste Asanowaka hingegen ab 1999 gleich mehrmals hinnehmen, schaffte aber auch ebenso regelmäßig den Wiederaufstieg. 2005 beendete er seine aktive Laufbahn.

## Kampfstil
Asanowaka besaß gute Reflexe und konnte durch Beinarbeit einen erheblichen Druck entwickeln, mit dem er seine Gegner oft mit Oshi-Sumō aus dem Ring katapultierte. Aber auch in der Anwendung von Ausweichtechniken ist er bekannt gewesen. Bemerkenswert ist, dass Asanowaka im Unterschied zu vielen höher eingestuften Rikishi niemals verletzt war oder ein Turnier verpasste – er bestritt 1145 Kämpfe nacheinander. Er war bei vielen Zuschauern aber auch für seine exzentrischen Auftritte vor Kämpfen bekannt.

## Nach seiner Karriere
Nach seinem Abschied aus dem Ringen erwarb er einen Anteil des Sumōverbands und wurde zum Wakamatsu Oyakata.